# Bahnstrecke Angerburg–Lötzen
| Bahnhof Groß Kosuchen, 1933 |                                         |                                                     |                                                     |
| Kursbuchstrecke: | 119f (1934) DR 118t (1940), 137g (1944) |                                                     |                                                     |
| Streckenlänge: | 34,6 km                                 |                                                     |                                                     |
| Spurweite: | 1435 mm (Normalspur)                    |                                                     |                                                     |
| |                                         |                                                     |                                                     |
| \| \| \| von Königsberg (Kaliningrad) und Gumbinnen (Gussew) \| \| \| \| \| von Rastenburg (Kętrzyn) \| \| \| \| 0,0 \| Angerburg \| (Węgorzewo) \| \| \| \| nach Goldap (Gołdap) \| \| \| \| 8,0 \| Ogonken/Schwenten \| (Ogonki) \| \| \| 14,8 \| Possessern/Großgarten \| (Pozezdrze) \| \| \| 18,7 \| Willuden/Andreastal \| (Wyłudy) \| \| \| 22,1 \| Kruglanken \| (Kruklanki) \| \| \| \| nach Marggrabowa (Oletzko)/Treuburg (Olecko) \| \| \| \| 24,9 \| Pietzonken/Grünau \| (Pieczonki) \| \| \| 29,2 \| Groß Kosuchen/Allenbruch \| (Kożuchy Wielkie) \| \| \| \| von Lyck (Ełk) \| \| \| \| 34,6 \| Lötzen \| (Giżycko) \| \| \| \| nach Rastenburg (Kętrzyn) \| \| \| \| \| nach Johannisburg (Pisz) \| \| |                                         |                                                     |                                                     |
| Strecke (außer Betrieb) |                                         | von Königsberg (Kaliningrad) und Gumbinnen (Gussew) | von Königsberg (Kaliningrad) und Gumbinnen (Gussew) |
| Abzweig geradeaus und von rechts (Strecke außer Betrieb) |                                         | von Rastenburg (Kętrzyn)                            | von Rastenburg (Kętrzyn)                            |
| Bahnhof (Strecke außer Betrieb) | 0,0                                     | Angerburg                                           | (Węgorzewo)                                         |
| Abzweig geradeaus und nach links (Strecke außer Betrieb) |                                         | nach Goldap (Gołdap)                                | nach Goldap (Gołdap)                                |
| Bahnhof (Strecke außer Betrieb) | 8,0                                     | Ogonken/Schwenten                                   | (Ogonki)                                            |
| Bahnhof (Strecke außer Betrieb) | 14,8                                    | Possessern/Großgarten                               | (Pozezdrze)                                         |
| Haltepunkt / Haltestelle (Strecke außer Betrieb) | 18,7                                    | Willuden/Andreastal                                 | (Wyłudy)                                            |
| Bahnhof (Strecke außer Betrieb) | 22,1                                    | Kruglanken                                          | (Kruklanki)                                         |
| Abzweig geradeaus und nach links (Strecke außer Betrieb) |                                         | nach Marggrabowa (Oletzko)/Treuburg (Olecko)        | nach Marggrabowa (Oletzko)/Treuburg (Olecko)        |
| Haltepunkt / Haltestelle (Strecke außer Betrieb) | 24,9                                    | Pietzonken/Grünau                                   | (Pieczonki)                                         |
| Bahnhof (Strecke außer Betrieb) | 29,2                                    | Groß Kosuchen/Allenbruch                            | (Kożuchy Wielkie)                                   |
| Abzweig ehemals geradeaus und von links |                                         | von Lyck (Ełk)                                      | von Lyck (Ełk)                                      |
| Bahnhof | 34,6                                    | Lötzen                                              | (Giżycko)                                           |
| Abzweig ehemals geradeaus und nach rechts |                                         | nach Rastenburg (Kętrzyn)                           | nach Rastenburg (Kętrzyn)                           |
| Strecke (außer Betrieb) |                                         | nach Johannisburg (Pisz)                            | nach Johannisburg (Pisz)                            |

Die Bahnstrecke Angerburg–Lötzen führte durch Ostpreußen im heutigen Polen. Sie verlief in Masuren in Nord-Süd-Richtung, verband die beiden Kreisstädte Angerburg (polnisch Węgorzewo) und Lötzen (Giżycko).

## Geschichte
Die Stadt Angerburg war 1898 mit der Bahnstrecke Königsberg–Angerburg an das ostpreußische Eisenbahnnetz angeschlossen worden. Ein Jahr später wurde die Bahnstrecke Angerburg–Goldap in Betrieb genommen, 1905 folgte die Strecke nach Lötzen, 1907 die Strecke nach Rastenburg. Als letzte wurde 1914 die Strecke nach Gumbinnen in Betrieb genommen.
Wie die übrigen Bahnstrecken, die nach Angerburg führten, unterstand die neue Strecke der Reichsbahndirektion Königsberg. Sie umfasste 34,6 Kilometer und war in der Spurweite 1435 mm erbaut. An der Strecke befanden sich acht Bahnstationen. In Kruglanken (polnisch: Kruklanki) bestand Anbindung an die Bahnstrecke nach Marggrabowa (Oletzko)/Treuburg (polnisch: Olecko), die 1908 in Betrieb genommen worden war.
In Lötzen traf die Bahnstrecke Angerburg–Lötzen auf die Strecke Königsberg–Prostki, die im Abschnitt von Lyck (polnisch: Ełk) nach Rastenburg (polnisch: Kętrzyn) bereits am 12. August 1868 eröffnet worden war. Seit 1906 bestand in Lötzen Anschluss auch an eine Bahnstrecke  nach Johannisburg (Pisz).
Die Gesamtstrecke von Angerburg nach Lötzen bestand bis zu ihrer teilweisen Zerstörung 1945. Während der erste Abschnitt bis Kruglanken danach aufgegeben wurde, war der zweite Abschnitt bis Lötzen bis 1987 noch in Betrieb. 2002 wurde die Strecke abgebaut.

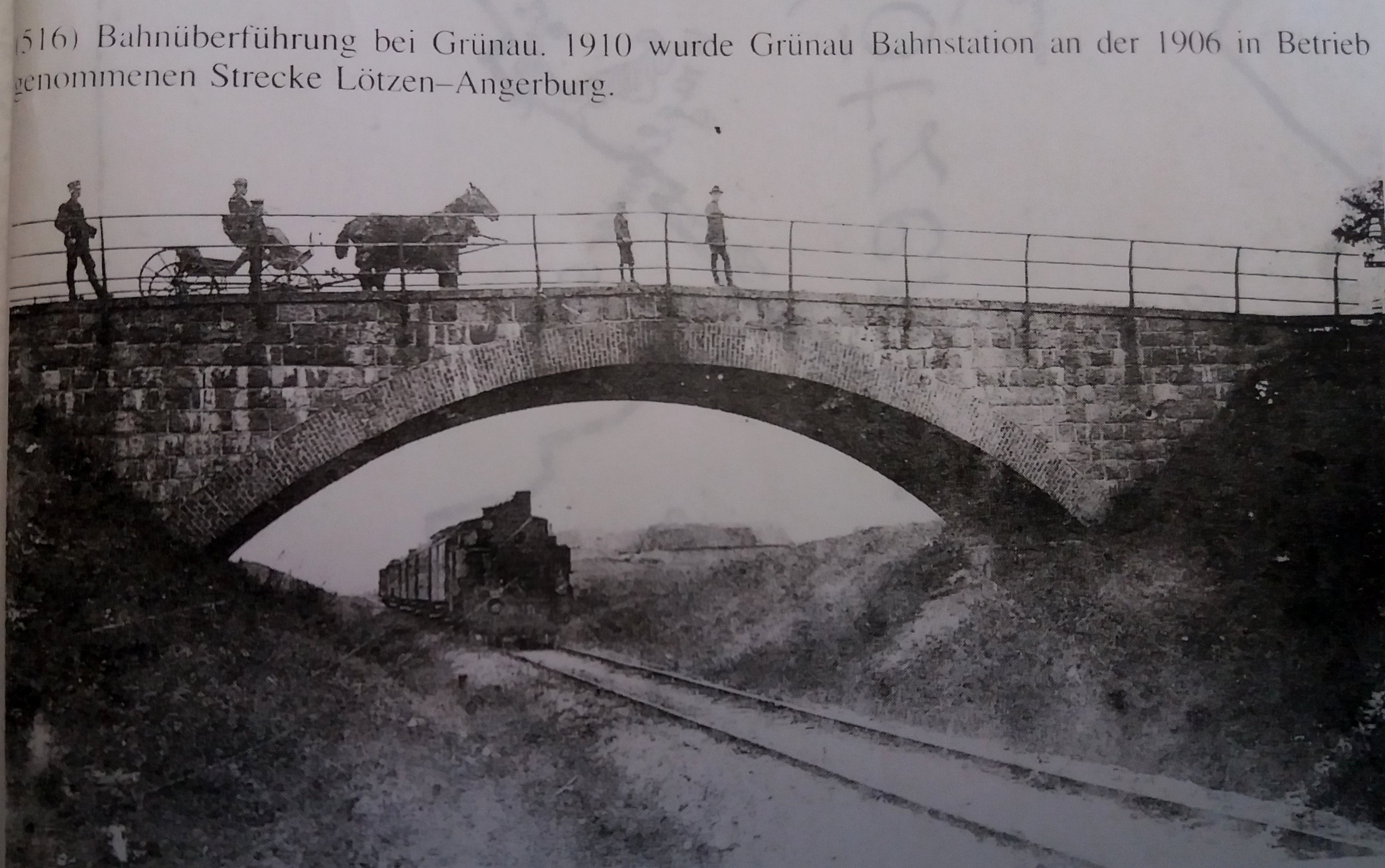
Bahnüberführung Pietzonken/Grünau